# 堺誠一郎
堺 誠一郎（さかい せいいちろう、1905年9月11日 - 1993年6月3日）は、日本の作家。

## 概要
長崎市生まれ。早稲田大学文学部中退。昭和初期にプロレタリア演劇の作家として活動。1933年中央公論社に入社、1941年マレーシア、ボルネオ島に陸軍報道班員として徴用・派遣されたのち、1942年『曠野の記録』で池谷信三郎賞受賞。1943年中央公論社出版部長、1944年応召し広東で敗戦を迎え、1946年帰国。戦後は世界評論社勤務ののち、1955年から1975年まで日本文芸家協会の書記局長を務めた。戦後、作家としては沈黙したが、1993年に88歳で『菩提樹への道』を上梓した。

## 著書
- 『曠野の記録』六芸社、1942、(帰還作家・純文学叢書)
- 『キナバルの民 北ボルネオ紀行』有光社、1943、（のち中公文庫）
- 『菩提樹への道』弥生書房、1993.3